# Bors István

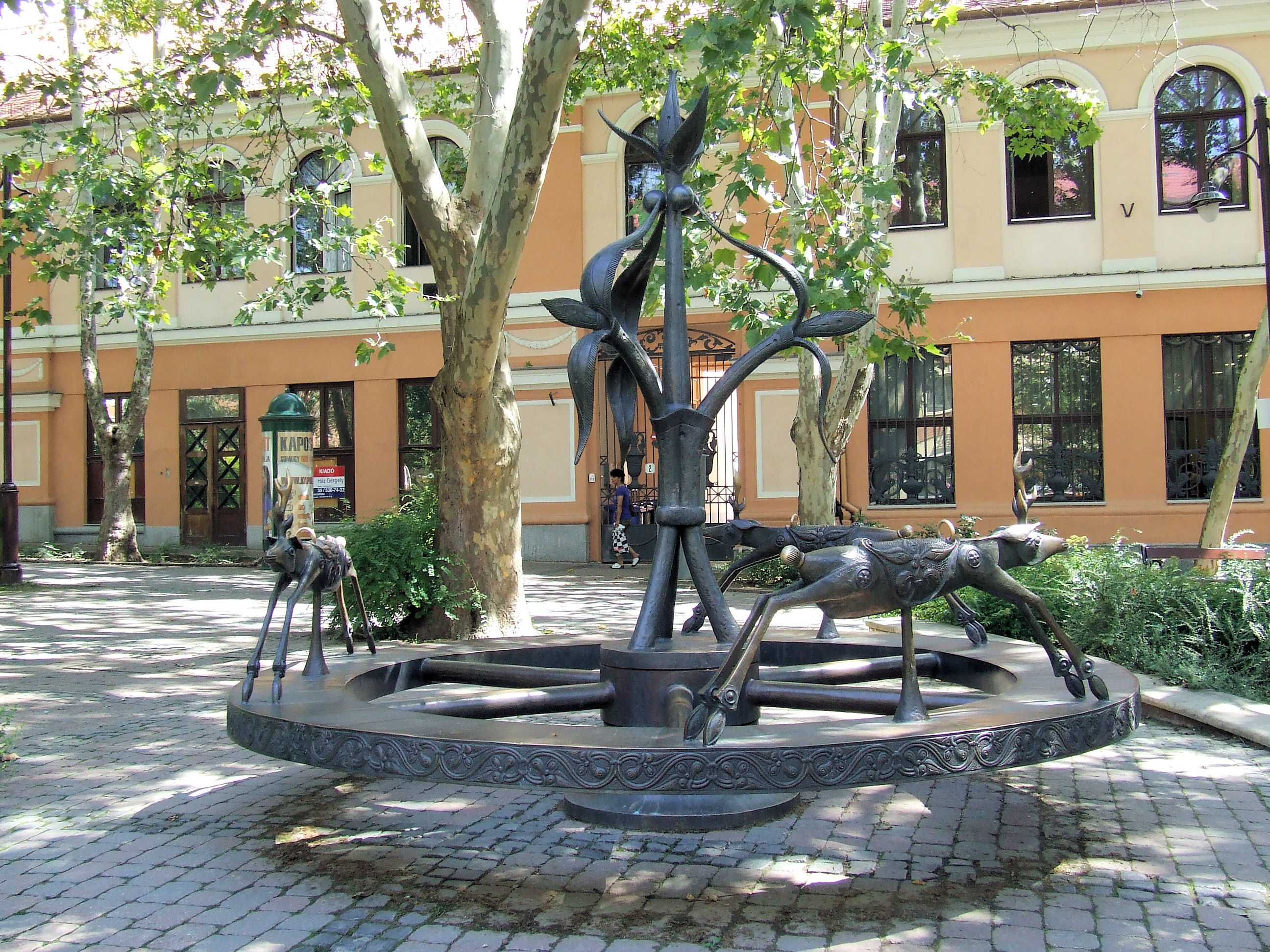
Napkerék című alkotása a kaposvári Európa parkban

Bors István (Kaposvár, 1938. február 19. – Kaposvár, 2003. augusztus 10.) szobrászművész.

## Élete és munkássága
1938-ban született Kaposváron, majd Budapesten, az Iparművészeti Főiskolán tanult Borsos Miklósnál. 1961-ben szerzett díszítő-szobrász oklevelet.
Fiatalon hosszabb tanulmányutakat tett Egyiptomban, Görögországban és közép-Ázsiában is, kezdeti műveiben felfedezhetőek az ősi égei-tengeri kultúrák és Henry Moore hatásai is. Jellemző volt rá a formák fokozatos elvonatkoztatása és a tér újraértelmezésének kísérlete, témájuk pedig főként etikai kérdések voltak, ábrázolta például a hatalom és a kiszolgáltatottság fogalompárját is. Később a magyar népművészet és a népi kultúra felé fordult, és feldolgozott több gyermekrajzot és régi gyermekjátékot is. Kisplasztikáit többnyire viaszelvesztéses módszerrel készítette, szobrai legtöbbször bronzból, némelyek kovácsoltvasból és fából készültek (ezek témáját régi mezőgazdasági eszközökből nyerte).

## Művei

### Nem köztéri művek
- Mementó (bronz, 1963)
- Szarkofág (bronz, 1965)
- Vízparti formák, sorozat (bronz, 1965)
- Család, sorozat (bronz, 1967)
- Háború (bronz, 1967)
- Bálvány, sorozat (fa, kovácsoltvas, 1968)
- Harcos (bronz, 1969)
- Gesztenyesütő (bronz, 1970)
- Trónus (bronz, 1972)
- Bálvány (műanyag, 1973–1974)
- Státuszszimbólumok (műanyag, 1974)
- Kontrasztok (bronz, fa, 1981)
- Terror (bronz, 1983)
- Karhatalom (műanyag, 1986)
- Diagnózis, sorozat (festett műanyag, 1986)

### Köztéri művei
- Fiú kecskével (alumínium, Veszprém, 1963)
- Halat tartó fiú (alumínium, Balatonföldvár, 1965)
- Játszó fiúk (bronz, Kaposvár, 1970)
- Íjak (fa, vas, réz, Nagyatád, 1971)
- Csodaszarvasok (bronz, Mosonmagyaróvár, 1972)
- Alakoskodó (bronz, Kaposvár, Noszlopy utca, a városháza mellett, 1973)
- Tavasz (bronz, Kaposvár, 1975)
- Nap és Hold (bronz, Igal, 1976)
- Táncsics emlékére (bronz, Kaposvár, 1983)
- Mementó (bronz, Székesfehérvár, 1983)
- Hold és madár (bronz és vörösréz, Kaposvár, 1985)
- Díszkút (bronz, Kaposvár, 1985)
- Évszakok (bronz, Kaposvár, Noszlopy utcai szökőkutak, 1986)
- Égtájak (bronz és krómacél, Kaposvár, 1992)
- Második világháborús emlékmű (bronz és gránit, Nagyatád, 1994)
- Napkorong (bronz, Segesd, 2000)
- Napkerék (bronz, Kaposvár, Európa park, 2000)

## Kiállításai

### Egyéni
- Budapest, Derkovits Terem (1969)
- Pécs, Janus Pannonius Múzeum Modern Képtára (Honty Mártával, 1970)
- Kaposvár, Somogyi Képtár (1972 és 1988)
- Nagyatád (1974)
- Veszprém, Művelődési Központ (1979)
- Budapest, Zichy-kastély (1982)
- Boglárlelle (1983)
- Kiskunhalas (1986)
- Nagykanizsa, Művelődési Központ (1989)
- Debrecen, KLTE (1989)
- Pécs, Zárójelentés, Pécsi Galéria (1998)
- Kaposvár, Rippl-Rónai Múzeum (1998)
- Budapest Galéria (1999)

### Csoportos
- Pécs, VII., VIII., X., XI. Országos Kisplasztikai Biennále (1981, 1983, 1987, 1989)
- Salgótarján, szabadtéri szoborkiállítás (1987)
- Pályázat az 1956-os forradalom vértanúinak emlékművére a 301-es parcellában. Budapest Galéria (1989)
- Budapest, Műcsarnok, Helyzet/kép. Magyar szobrászat (1995)
- Marcali, Kulturális Központ, A csodaszarvas nyomában (1996)
- Kaposvár, Somogy Megyei Tárlat (1997 és 2003)

## Díjai
- Rippl-Rónai-díj (1965)
- Munkácsy Mihály-díj (1982)
- A pécsi VIII. és X. Országos Kisplasztikai Biennále különdíja (1983 és 1987), a XI. Országos Kisplasztikai Biennále III. díja (1989)
- Somogy Megye Alkotói Díja (1988 és 1997)
- A Somogy Megyei Tárlaton Kaposvár város díja (2003)

## Emlékezete
2005 decemberében feleségével, Honty Mártával közös egykori műtermükben (Kaposvár, Dózsa György utca 18.) emlékszobát avattak emlékére, ahol állandó kiállításuk látható. 2016-ban számos Kaposvárhoz kötődő hírességhez hasonlóan nagyméretű arcképe felkerül az egyik helyi járatú buszra is.